# Конфликт

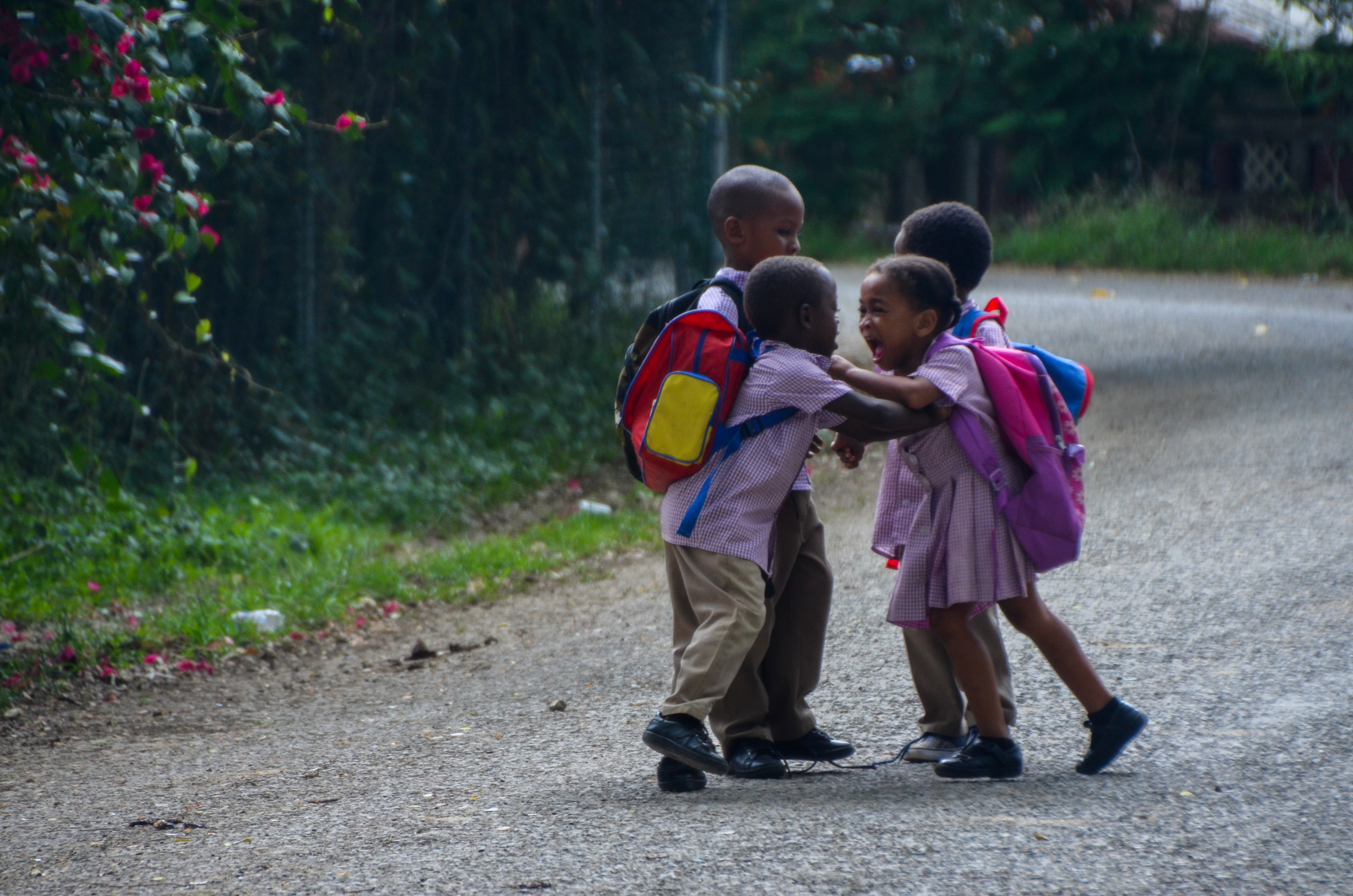
Драка школьников на Ямайке

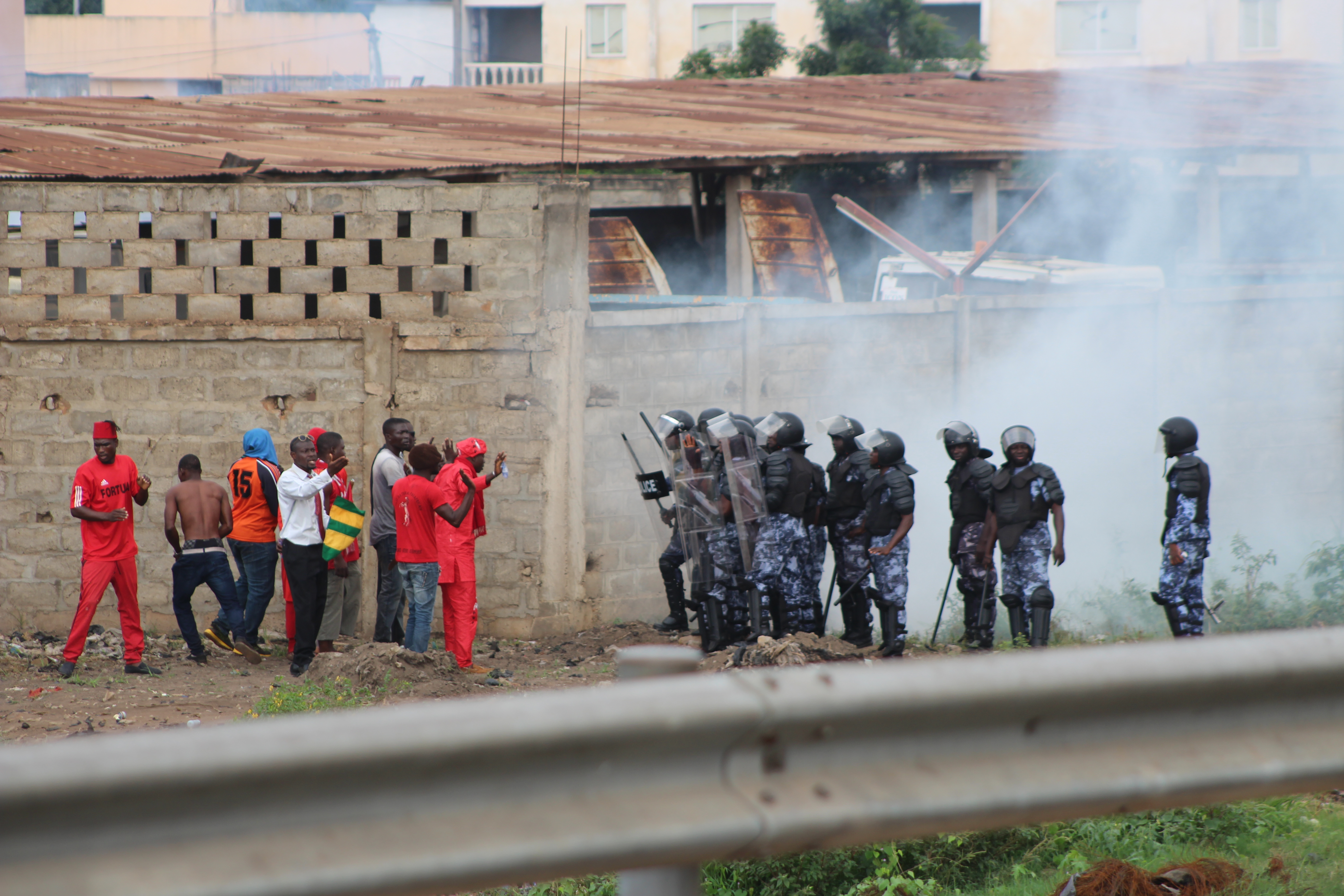
Протестующие в Ломе (Того) противостоят полиции, 2017 год

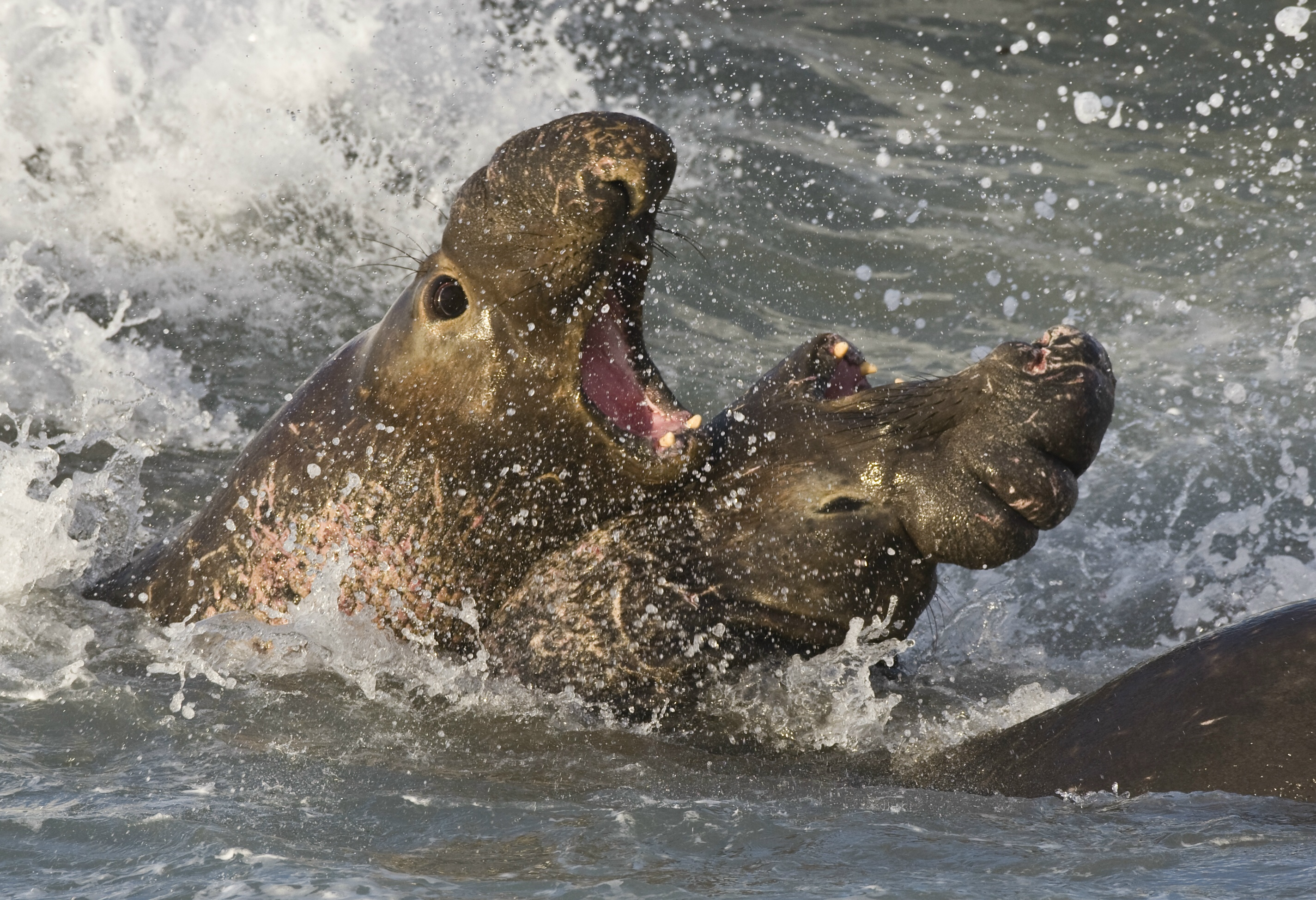
Драка морских слонов

Конфли́кт (лат. conflictus — столкнувшийся) — наиболее острый способ разрешения противоречий в интересах, целях, взглядах, происходящих в процессе социального взаимодействия, заключающийся в противодействии участников этого взаимодействия и обычно сопровождающийся негативными эмоциями, выходящий за рамки общечеловеческих ценностей, правил и норм.
В другом источнике указано, что конфликт — столкновение, преимущественно в политической сфере. Конфликты являются предметом изучения науки конфликтологии. В военном деле изучают вооружённые конфликты. 

## Общее определение
Конфликт — ситуация, в которой каждая из сторон занимает позицию, несовместимую и противоположную по отношению к интересам другой стороны. Конфликт — особое взаимодействие индивидов, групп, объединений, которое возникает при их несовместимых взглядах, позициях и интересах. Конфликт обладает как деструктивными, так и конструктивными функциями.
Конфликтующими сторонами могут быть общественные группы, группы животных, технические системы.

## Признаки конфликта

### Биполярность
Биполярность, или оппозиция, представляет противостояние и одновременно взаимосвязанность, содержит в себе внутренний потенциал противоречия, но сама по себе не означает столкновения или борьбы.

### Активность
Активность — другой признак конфликта, но только та активность, которая синонимична понятиям «борьбы» и «противодействия», активность невозможна без некоторого импульса, задаваемого осознанием ситуации со стороны субъекта конфликта.

### Субъекты конфликта
Наличие субъектов конфликта — ещё один признак. Субъект — активная сторона, способная создавать конфликтную ситуацию и влиять на ход конфликта в зависимости от своих интересов. Как правило, субъекты конфликта обладают особым типом мышления — конфликтным. Противоречие представляет собой источник конфликтных ситуаций только для субъектов-носителей конфликтного типа мышления.

## Конфликтогенез
Конфликтогенез — процесс возникновения и развития современных конфликтных форм общества, накладывающих отпечаток, а нередко прямо детерминирующих направленность и содержание эволюции в целом. Для финансово-экономической и банковской деятельности характерны три варианта разногласий — внешний, внутренний и институциональный. Конфликтогенез представляет собой непрерывный диалектический процесс зарождения, развития и модернизации существующей социальной реальности через своё ядро — конфликт.

## Фазы конфликтов
По мнению некоторых существуют фазы конфликта:
1. Возникновение конфликтной ситуации;
2. Осознание конфликта;
3. Проявление конфликтного поведения;
4. Углубление конфликта;
5. Разрешение конфликта;
6. Постконфликт. Возможен, особенно в том случае, когда разрешение конфликта произошло путём нахождения компромисса.

## Стратегии поведения в конфликтной ситуации
В современной конфликтологии выделены пять стратегий поведения субъекта конфликтной ситуации при её решении:
- Приспособление — одна сторона во всём соглашается с другой, но имеет своё мнение, которое боится высказывать;
- Избегание — уход от конфликтной ситуации;
- Компромисс — приемлемое для обеих сторон решение;
- Соперничество — активное противостояние другой стороне;
- Сотрудничество — обсуждение и реализация взаимовыгодного решения.

## Виды и типы конфликтов
Характер конфликта зависит от специфики противоположных сторон, а также от тех условий, в которых развертывается их борьба.
Различают следующие виды и типы конфликтов:
1. По длительности, к этим видам относятся следующие подвиды:
  - Долгосрочные (например: Вторая мировая война, Холодная война, Советско-китайский раскол);
  - Краткосрочные (например: обычный скандал);
  - Разовые (например: тот же обычный скандал);
  - Затяжные;
  - Повторяющиеся.
2. По объёму:
  - Глобальные (например: Вторая мировая война);
  - Локальные (например: Первая чеченская война);
  - Региональные;
  - Групповые (например: массовая драка);
  - Личные.
3. По источнику возникновения:
  - Объективные;
  - Субъективные;
  - Ложные.
4. По используемым средствам:
  - Насильственный;
  - Ненасильственный.
5. По форме:
  - Внутренние конфликты — взаимодействие противоположных сторон внутри данного объекта, например, внутри данного вида животных (внутривидовая борьба). Процесс развития объекта характеризуется не только развертыванием внутренних конфликтов, но и постоянным взаимодействием его с внешними условиями, со средой;
  - Внешние конфликты — взаимодействие противоположностей, относящихся к разным объектам, например между обществом и природой, организмом и средой и т. п.;
  - Антагонистические конфликты — взаимодействие между непримиримо враждебными социальными группами и силами. Термин «антагонизм» распространён в биологии и медицине: антагонизм ядов, лекарств, микробов, антагонизм мышц, зубов и т. п. Математики рассматривают антагонизм как такую противоположность интересов (имеется в виду теория игр), при которой выигрыш одной стороны равен проигрышу другой, то есть равенство по величине и противоположность по знаку. В своём чистом виде антагонизм проявляется редко — в ситуации рыночной конкуренции, войны, революции, спортивных состязаний и т. п.
6. По влиянию на ход развития общества:
  - Прогрессивные;
  - Регрессивные.
7. По характеру развития:
  - Преднамеренные;
  - Спонтанные.
8. По сферам общественной жизни:
  - Экономические (или производственные);
  - Политические;
  - Этнические;
  - Семейно-бытовые;
  - Религиозные.

## Конфликт в психологии
Конфликт определяется в психологии как отсутствие согласия между двумя или более сторонами — лицами или группами.

## Юридический конфликт
Юридический конфликт — ситуация, в которой две или более стороны противостоят друг другу, спорят по поводу юридических прав, обязанностей. Юридический конфликт может возникнуть по поводу признания, восстановления, нарушения юридических прав, неисполнения юридических обязанностей.
Юридический конфликт является разновидностью социального конфликта. Это значит, что в возникновении, развитии и даже разрешении юридических конфликтов можно обнаружить следы действия общих закономерностей зарождения, вызревания и разрешения социального конфликта. Юридический конфликт может возникать между индивидами, личностью и обществом, личностью и государством, обществом и государством. Вместе с тем юридический конфликт, являясь самостоятельным видом социального, не может не иметь особенностей.
Далее, юридический конфликт налицо, если спорят по поводу объёма или характера юридических прав, по поводу притязаний на те или иные права, по поводу перераспределения юридических прав и обязанностей. Важной характеристикой юридических конфликтов является наступление юридически значимых последствий (появление или исчезновение у сторон юридических прав, юридических обязанностей, изменение их объёма и пр.), а также специальные формы и процедуры фиксации и разрешения юридических конфликтов.

## Политический конфликт
Деструктивные действия, причиной которых послужили различия интересов политических групп (под интересом подразумевается совокупность интересов членов группы).
Политический конфликт — один из возможных вариантов взаимодействия политических субъектов. Он может быть определён как разновидность (и результат) конкурентного взаимодействия двух и более сторон (групп, государств, индивидов), оспаривающих друг у друга властные полномочия или ресурсы. 
В понятие политического конфликта включают борьбу между субъектами за:
- влияние в системе политических отношений;
- доступ к принятию общезначимых решений;
- распоряжение ресурсами;
- монополию интересов и признание их общественно необходимыми;
- все то, что составляет власть и политическое господство.

Конфликты стимулируют формирование политических коалиций, союзов, соглашений. Соперничество субъектов (институтов) с одними силами, часто приводит к поиску сотрудничества с другими. Политические конфликты предполагают четкое формулирование позиций участвующих в политической игре сил, что благоприятно воздействует на рационализацию и структурирование всего политического процесса.
Ведущую роль в возникновении конфликтов играют, как это признано конфликтологическими исследованиями, социальные факторы. 
Выделяют три основные причины, лежащие в основе политических конфронтаций:
- разнообразные формы и аспекты общественных отношений, определяющие несовпадение статусов субъектов политики, их ролевых назначений и функций, интересов и потребностей во власти, недостаток ресурсов и т. д. Данные источники политических конфликтов чаще всего порождают противоречия между правящей элитой и контрэлитой, различными группами давления, ведущими борьбу за части государственного бюджета, а равно и между всеми иными политическими субъектами системы власти. Внешнюю направленность такого рода конфликтов, как правило, удаётся погасить достаточно легко. Однако искоренить источники конфликтной диспозиции сторон, различным образом включённых в политическую борьбу, можно только путём преобразований, либо меняющих саму организацию власти в обществе, либо реформирующих социально-экономические основания политической деятельности конкурирующих субъектов;
- расхождения людей (их групп и объединений) в базовых ценностях и политических идеалах, в оценках исторических и актуальных событий, а также в других субъективно значимых представлениях о политических явлениях. Такие конфликты наиболее часто возникают в тех странах, где сталкиваются качественно различные мнения о путях реформирования государственности, закладываются основы нового политического устройства общества, ищутся пути выхода из социального кризиса. В разрешении таких конфликтов найти компромисс часто бывает очень трудно;
- процессы идентификации граждан, осознания ими своей принадлежности к социальным, этническим, религиозным и прочим общностям и объединениям, что определяет понимание ими своего места в социальной и политической системе. Такого рода конфликты характерны, прежде всего, для нестабильных обществ, где людям приходится осознавать себя гражданами нового государства, привыкать к нетрадиционным для себя нормам взаимоотношений с властью. Такие же противоречия возникают и в тех странах, где напряжённость в отношениях с правящими структурами вызывает защиту людьми культурной целостности своей национальной, религиозной и тому подобной группы.

## Международные конфликты
Конфликты между государствами и странами могут происходить по множеству причин. Одними из наиболее распространённых из них являются территориальные противоречия, идеологические, из-за вмешательства во внутренние дела, из-за попыток поставить под свой контроль ресурсы другой стороны и так далее. Острые конфликты между государствами и странами сопровождаются информационными войнами. Наиболее острой формой конфликтов между государствами и странами является война (гражданская война).

## Исторические способы разрешения конфликтов
- Мирное разрешение конфликтов с помощью посредников;
- Проведение регулярных собраний для урегулирования спорных вопросов;
- «Замораживание» нерешенного вопроса, договорённость о сохранении текущего положения;
- Физическое разделение конфликтующих (например, на границе между государствами строятся стены);
- Разрешение споров насилием по «праву сильнейшего»[5][6].